# Chet Baker Sings
Chet Baker Sings es el álbum debut vocal del músico estadounidense de jazz Chet Baker, publicado en 1954 por Pacific Jazz Records. En 2001, el álbum fue introducido en el Salón de la Fama de los Premios Grammy. Baker volvería a las selecciones de este álbum a lo largo de su carrera. «My Funny Valentine» se incluía regularmente en sus conciertos y algunos la consideran su canción insignia.

## Recepción de la crítica
Stewart Mason, escribiendo para AllMusic, comentó que “a pesar de las pocas fallas en la selección de canciones, Chet Baker Sings es un clásico del cool jazz de la Costa Oeste”. El sitio web Sputnikmusic le dio una calificación perfecta de 5 estrellas y escribió: “Chet Baker Sings carece de aspectos negativos. ¡Es oportuno, al punto y simplemente divertido en todo momento! Solo dos canciones en el álbum podrían incluso considerarse deprimentes y de ninguna manera reducen la energía del álbum (ya que se colocan juntas y amplían el espectro emocional presentado). La calidad alegre, positiva y seductora de la música es refrescante y totalmente agradable. Chet Baker y sus compañeros músicos realmente crearon una obra maestra con este álbum y será recordado por los entusiastas del jazz en las próximas décadas”.

### Legado
- El álbum fue incluido en los 500 CD que debes tener antes de morir de la revista Blender.[11]
- En 2013, fue posicionada en el puesto #415 de los 500 mejores álbumes de todos los tiempos de NME.[12]
- En 1998, el álbum fue incluido en los 200 mejores álbumes del siglo XX de Mauro Ronconi.[13]

## Lista de canciones
| Lado uno |                             |                              |          |  |
| N.º      | Título                      | Escritor(es)                 | Duración |  |
| 1.       | «But Not for Me»            | George Gershwin Ira Gershwin | 3:05     |  |
| 2.       | «Time After Time»           | Jule Styne Sammy Cahn        | 2:46     |  |
| 3.       | «My Funny Valentine»        | Richard Rodgers Lorenz Hart  | 2:22     |  |
| 4.       | «I Fall in Love Too Easily» | Styne Cahn                   | 3:20     |  |

| Lado dos |                                                        |                           |          |  |
| N.º      | Título                                                 | Escritor(es)              | Duración |  |
| 1.       | «There Will Never Be Another You»                      | Harry Warren Mack Gordon  | 3:01     |  |
| 2.       | «I Get Along Without You Very Well (Except Sometimes)» | Hoagy Carmichael          | 3:01     |  |
| 3.       | «The Thrill is Gone»                                   | Lew Brown Ray Henderson   | 2:53     |  |
| 4.       | «Look for the Silver Lining»                           | Jerome Kern Buddy DeSylva | 2:41     |  |

## Créditos
Créditos adaptados desde las notas del álbum.
- Chet Baker – voz principal, trompeta
- Russ Freeman – piano, celesta
- Carson Smith – contrabajo
- Joe Mondragon – contrabajo
- Bob Neel – batería
- Jimmy Bond – contrabajo
- Larance Marable – batería
- Peter Littman – batería